# Montilliez
Montilliez es una comuna suiza del cantón de Vaud, situada en el distrito de Gros-de-Vaud. Limita al norte con la comuna de Fey, al noreste con Montanaire, al este con Jorat-Menthue, al sur con Poliez-Pittet y Bottens, y al oeste con Echallens y Villars-le-Terroir.
La comuna es el resultado de la fusión el 1 de julio de 2011 de las antiguas comunas de Dommartin, Naz, Poliez-le-Grand y Sugnens.

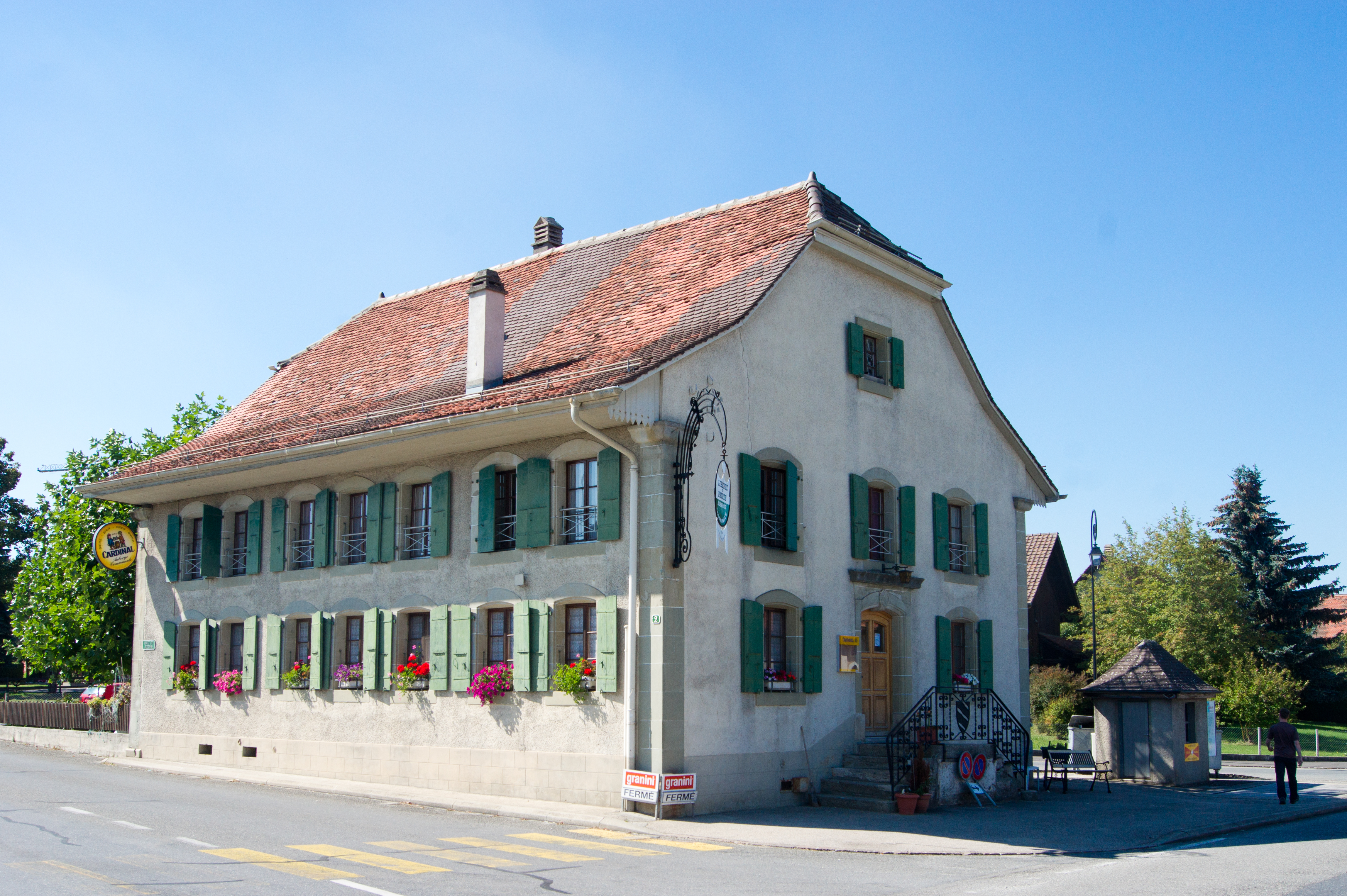
Albergue en Poliez-le-Grand, Montilliez.